# Корнуда
Корнуда је насеље у Италији у округу Тревизо, региону Венето.
Према процени из 2011. у насељу је живело 5699 становника. Насеље се налази на надморској висини од 165 м.

## Становништво
| 1951. | 1961. | 1971. | 1981. | 1991. | 2001. | 2011. |
| ----- | ----- | ----- | ----- | ----- | ----- | ----- |
| 3.642 | 4.407 | 5.043 | 5.041 | 5.313 | 5.730 | 6.217 |